# Adamantinia
Adamantinia é um género botânico pertencente à família das orquídeas (Orchidaceae). Este gênero foi publicado por Cássio van den Berg e César Neubert Gonçalves em Orchid Digest 68(4): 231, em 2004. Seu nome refere-se à Chapada Diamantina onde sua única espécie Adamantinia miltonioides foi descoberta.
Segundo os autores, este gênero situa-se geneticamente próximo à Leptotes. Morfologicamente lembra-nos Broughtonia, porém apresentando inflorescência tão longa como algumas Laelia mexicanas, e cuja flor parece-se com a de uma Miltonia regnellii.
Plantas desse gênero foram vistas poucas vezes, sempre em locais de difícil acesso, no Sul da Chapada Diamantina, estado da Bahia, entre 900 e 1400 metros de altitude, epífitas, crescendo sobre árvores de poucas folhas ou galhos secos, portanto sob sol intenso ou pleno.
São plantas com rizoma muito curto, pseudobulbos bastante agregados, fusiformes, unifoliadas, sem espatas, com longa inflorescência terminal portanto até oito flores, de cor rosa forte, que abrem em sucessão. A coluna é parcialmente soldada ao labelo e comporta oito polínias.

## Espécies
O gênero Adamantinia possui 1 espécie reconhecida atualmente.
- Adamantinia miltonioides Van den Berg & C.N.Gonç.